# Armindo Antônio Ranzolin
Armindo Antônio Ranzolin (* 8. Dezember 1937 in Caxias do Sul, Rio Grande do Sul, Brasilien; † 17. August 2022 in Porto Alegre, Rio Grande do Sul, Brasilien) war ein brasilianischer Sportjournalist und Erzähler. Er war Direktor von Rádio Gaúcha, der Grupo RBS.

## Biografie
Geboren in der Stadt Caxias do Sul, Rio Grande do Sul, in einer Familie mit norditalienischen Wurzeln. Im Alter von einem Jahr zog er nach Lages, Santa Catarina, wo er in einer Lokalzeitung über Amateursport schrieb. Während seiner Kindheit verfolgte er die Radioberichterstattung über wichtige Ereignisse wie den Selbstmord von Präsident Getúlio Vargas und die Fußballweltmeisterschaft 1950 in Brasilien.
Seine Karriere als professioneller Journalist und Rundfunksprecher begann 1956 als Sportreporter für Rádio Diário da Manhã in Lages. 1957 zog er nach Porto Alegre, wo er 1962 sein Studium der Rechts- und Sozialwissenschaften an der juristischen Fakultät der UFRGS abschloss.
Nach bestandener Prüfung arbeitete Armindo 1959 drei Monate lang bei Rádio Guaíba. Als der Sender zum ersten Mal ausgestrahlt wurde, gab es ein internes Problem, das ihm schadete. Am folgenden Tag wurde er von der kaufmännischen Abteilung aus dem Radio entlassen.
Im selben Jahr wurde er dem Direktor von Rádio Difusora in Porto Alegre vorgestellt, wo er fünf Jahre lang der wichtigste Sportreporter war. Auf Rádio Difusora erzählte Armindo Ranzolin 1961 seinen ersten Grenal. 1964 trat er aufgrund von Problemen im Zusammenhang mit dem Militärputsch dieses Jahres zurück.
Wenige Tage nachdem er Rádio Difusora verlassen hatte, wurde er von Rádio Farroupilha als Sportdirektor und bald darauf als künstlerischer Leiter eingestellt. 1969 verließ er Rádio Farroupilha und folgte einer Einladung von Rádio Guaíba, dessen zweiter Sprecher zu werden. Bei Rádio Guaíba beteiligte er sich an Großprojekten und moderierte die Spiele von Pelé, der für viele als der größte Fußballspieler der Geschichte gilt. Auf Rádio Guaíba erzählte Ranzolin auch von seiner ersten Weltmeisterschaft 1974 in Deutschland.
1984 verließ er Rádio Guaíba und wechselte zum letzten Mal den Radiosender. Anschließend arbeitete Armindo bei Rádio Gaúcha, wo er als Sprecher an drei Weltmeisterschaften teilnahm, von denen die letzte 1994 in den Vereinigten Staaten stattfand. Ende 1995 zog er sich vom Sportjournalismus zurück und blieb nur noch dem Journalismus als Moderator von „Gaúcha Actualidade“. 1998 war er Leiter der Berichterstattung über die Weltmeisterschaft in Frankreich. 1992 wurde er Generaldirektor des Rundfunks und gab 2006 seinen Rücktritt bekannt.
Am 17. August 2022 gaben Familienmitglieder den Tod des Kommunikators im Alter von 84 Jahren bekannt. Armindo wurde in ein Krankenhaus in Porto Alegre eingeliefert; Sein Tod ereignete sich infolge von Komplikationen mit der Alzheimer-Krankheit.

## Positionen und Erfolge
Zwischen 1959 und 2006 war er Moderator für journalistische Sendungen. Er leitete die Berichterstattung über alle Wahlen auf den Sendern, auf denen er arbeitete. Er war auch leitender Angestellter und bekleidete zwischen 1964 und 1968 die Position des Programmdirektors bei Rádio Difusora und Rádio Farroupilha, 1969 Superintendent Director von TV Piratini, zwischen 1976 und 1984 Programmdirektor bei Rádio Guaíba, zwischen 1988 und 1992 Programmmanager bei Rádio Gaúcha und zwischen 1992 und 2006 Generaldirektor von Rádio Gaúcha.
Von 1978 bis 1984 war er Vizepräsident für Radio beim Verband der Radio- und Fernsehsender von Rio Grande do Sul.
1996 wurde Ranzolin von Präsident Fernando Henrique Cardoso im Rang eines Sonderoffiziers in den Militärverdienstorden aufgenommen.

## Persönliches Leben
Von 1963 bis zu seinem Tod war Armindo mit Yara Borges Ranzolin verheiratet, mit der er zwei Kinder hatte: die Journalistin und Moderatorin von RBS TV (eine Tochtergesellschaft von TV Globo in Rio Grande do Sul), Cristina Ranzolin, und den Anwalt Ricardo Ranzolin sowie drei Enkelkinder: Henrique, Manoela und Antônia.